# Душа (песня)
«Душа» — песня, записанная российской певицей Натальей Ветлицкой, для её дебютного студийного альбома «Посмотри в глаза» (1992).

## История создания
Песня была написана известным эстрадным композитором и исполнителем Дмитрием Маликовым на слова Игоря Аветисьянца в 1990 году. На момент создания песни Маликов и Ветлицкая находились в романтических отношениях. Как писал Фёдор Раззаков в своей книге «Досье на звёзд: правда, домыслы, сенсации. За кулисами шоу-бизнеса» (1998), Ветлицкая наделала много шума в личной жизни Дмитрия: «С Маликовым… она познакомилась в 1989 году во время одного из концертов (Ветлицкая выступала на поп-сцене с 1984 года: пела бэк-вокалы, имитировала игру на саксофоне в группе „Рондо“). Маликов влюбился в стройную блондинку с первого взгляда и тут же подарил ей на день рождения песню „Душа“». Сама Ветлицкая также говорила, что он подарил ей песню на день рождения. В интервью «Семейной газете» она рассказывала:

Дима Маликов мне, к слову, в 90-м году на день рождения подарил песню «Душа». Лучший подарок в моей жизни. Кстати, когда мы развелись с Маликовым, к нему пришла журналистка из какой-то газеты и стала обо мне расспрашивать. На вопрос, почему мы расстались, он сказал: «Я ещё пожить хочу». Это меня очень повеселило. Просто он, как и другие мои мужья, не смог смириться с ритмом моей жизни.— Наталья Ветлицкая в интервью «Семейной газете»
Раззаков также отмечал, что с песни «Душа» началась успешная карьера Ветлицкой в качестве певицы.

## Реакция критики
В 2010 году журнал «Афиша» включил композицию в свой редакционный список «12 русских поп-песен 90-х, которые сейчас звучат лучше, чем тогда», поместив её на вторую строчку. Отмечая, что первый альбом Ветлицкой был, возможно, самым лучшим и стилистически точным высказыванием в истории российской поп-музыки, в журнале писали, что «„Душа“ — его метафизический пик: поразительно светлая песня о расставании, в которой среди прочего присутствует соло на ситаре».

## Музыкальное видео
На песню было снято второе музыкальное видео Ветлицкой, стилизованное под 18-й век. В клипе певица сыграла один из образов, которые она реализовывала в различных своих работах. «Я сделала несколько разнохарактерных видеообразов. Клип „Посмотри в глаза“ — девушка из модельного бизнеса, клип „Душа“ — добрая фея из сказки, „Погасите свет“ — романтическая героиня, „Плейбой“ — фривольная девушка», — рассказывала артистка в интервью «Новым известиям». В 2002 году видеоклип стал доступен для просмотра на официальном сайте певицы.